# Jean Leurechon

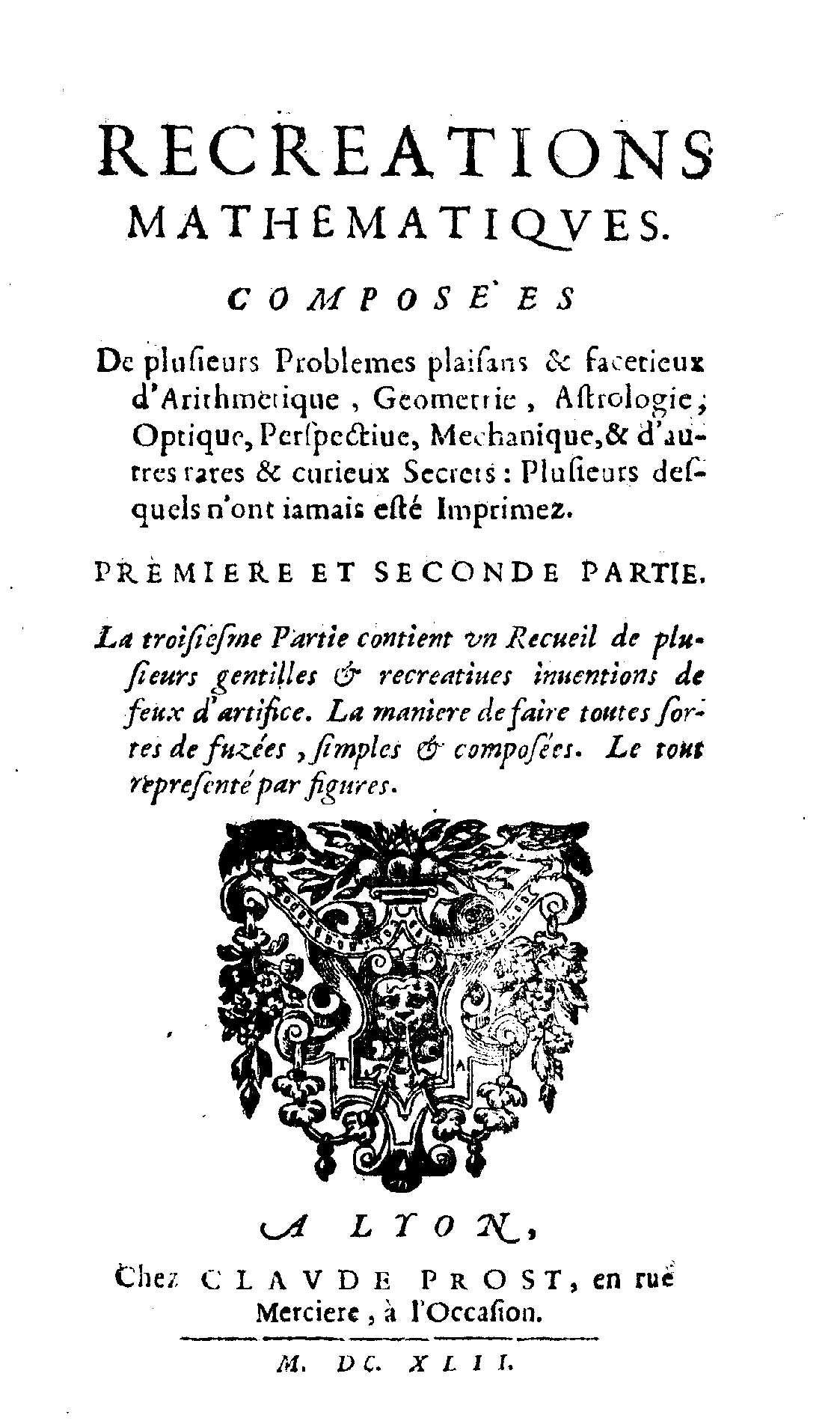
Récréations mathématiques, 1642

Jean Leurechon (Bar-le-Duc, 1591 – Pont-à-Mousson, 17 gennaio 1670) è stato un matematico francese appartenente all'ordine dei gesuiti. Pubblicò col nome di Hendrick Van Etten dei giochi matematici apprezzati da Marin Mersenne, Claude Mydorge, Denis Henrion e Daniel Schwenter.

## Biografia
A diciott'anni entrò come novizio nel collegio gesuita di Tournai, in Belgio. Studiò poi a Nancy e Pont-à-Mousson, fu professore di matematica dal 1614 à 1627 e fu ordinato nel 1624. Tornò a Pont-à-Mousson nel 1629 e diventò rettore del collegio di Bar-le-Duc nel 1634. Lavorò poi un anno a Metz e due a Pont-à-Mousson, come professore di teologia, poi dieci a Mons e otto in a Bruxelles. Nel 1658 tornò a Pont-à-Mousson.
Il suo lavoro fu ispirato da Giambattista della Porta, Jean Errard, Salomon de Caus, Alexis du Piémont e Claude Bachet.
La prima edizione inglese della sua opera di "matematica ricreativa" de 1633 fu molto popolare in Europa e fu tradotta in olandese e tedesco nel 1636.

## Opere
- (FR) Récréations mathématiques, Pont-à-Mousson, 1626.
  - (FR) Récréations mathématiques, Claude Prost, 1642.